# Permutyt
Permutyt – wymieniacz jonowy, sztuczny zeolit otrzymywany przez stapianie glinokrzemianów, krzemianów alkalicznych i związków glinu. Permutyt jest odporny na wysoką temperaturę, ma dobrą wytrzymałość mechaniczną i jest stosowany do zmiękczania wody (wymiany jonów wapniowych wody na jony sodowe z permutytu).